# Château de Vincennes (Métro Paris)

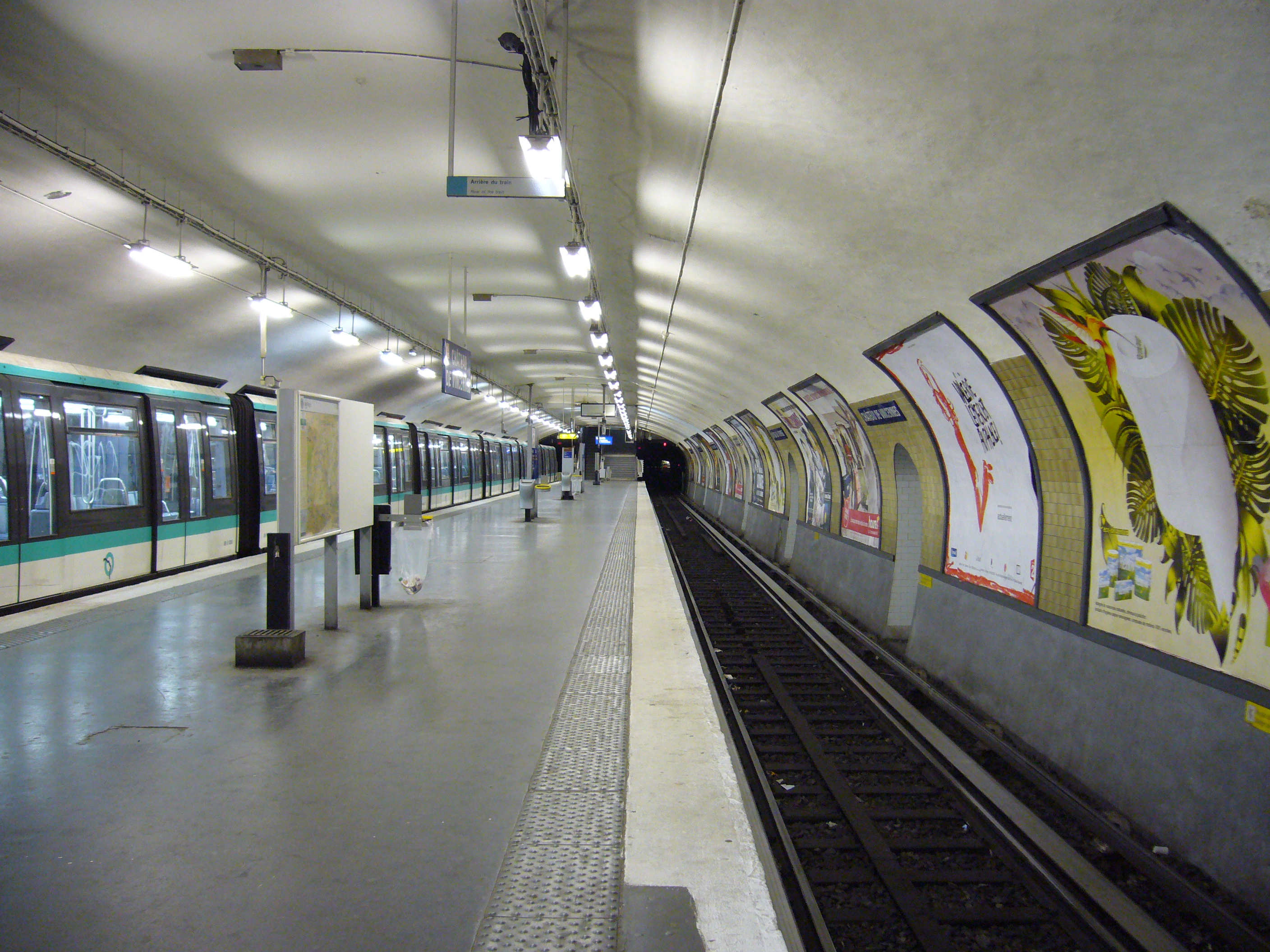
Station für die ankommenden Züge, deren Decke ist nicht gefliest

Der U-Bahnhof Château de Vincennes [ʃɑto d(ə) vɛ̃sɛn] ist eine unterirdische Doppelstation der Linie 1 der Pariser Métro. Er zählt zu den ersten Métrostationen, die außerhalb des Stadtgebiets von Paris eröffnet wurden und ist seit 1934 der östliche Endpunkt dieser Linie.

## Lage
Die Anlage befindet sich unter der östlichen Grenze des Pariser Vororts Vincennes zum – zum Stadtgebiet von Paris (12. Arrondissement) gehörenden – Park Bois de Vincennes. Sie liegt längs unter der Avenue de Nogent an deren Kreuzung mit dem Straßenzug Cours des Maréchaux – Cours Marigny.

## Name
Namengebend ist das unmittelbar südwestlich der Station gelegene Schloss Château de Vincennes, eines der bedeutendsten Schlösser in der Geschichte Frankreichs.

## Geschichte und Beschreibung

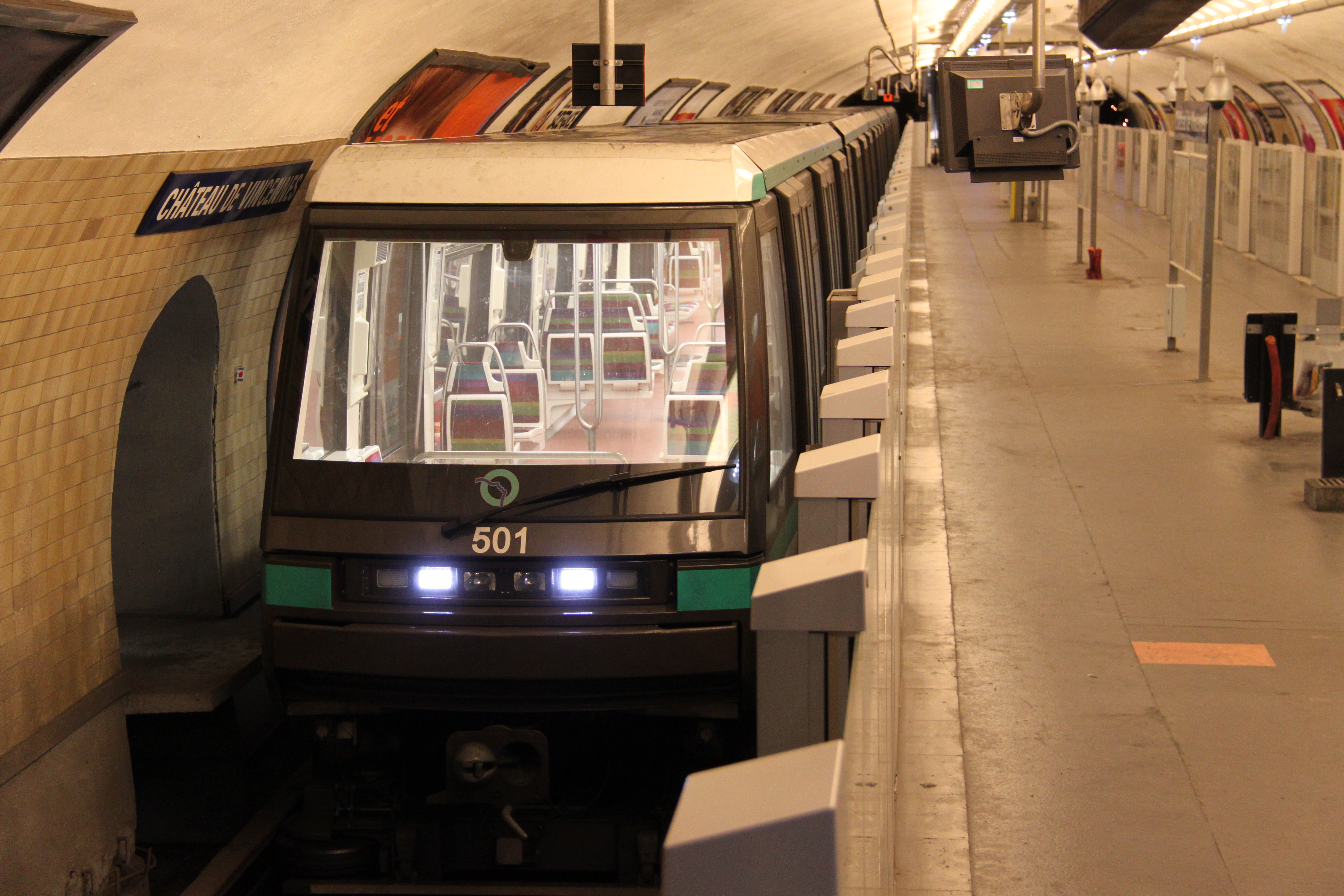
Ankunftsstation nach dem Einbau der Bahnsteigtüren mit fahrerlosem Zug der Baureihe MP 05

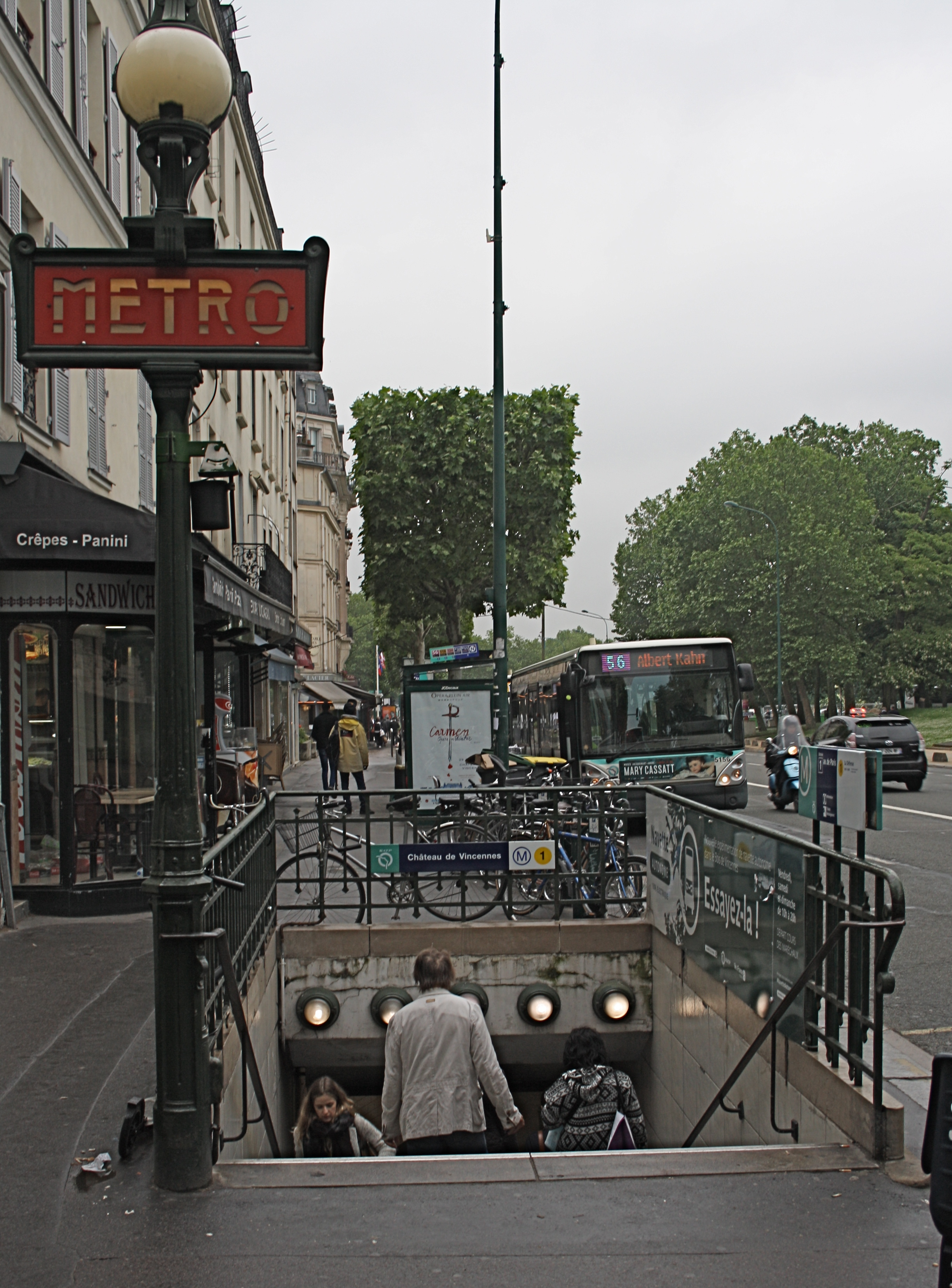
Zugang mit von Adolphe Dervaux im Stil des Art déco entworfenem Kandelaber

Der U-Bahnhof wurde am 24. März 1934 mit der 2300 m langen westlichen Verlängerung der Linie 1 von Porte de Vincennes bis Château de Vincennes in Betrieb genommen. Anfang der 1960er Jahre wurden die Bahnsteige von 75 m auf 90 m verlängert, um Sechs-Wagen-Züge aufnehmen zu können, und die Strecke für den Betrieb mit gummibereiften Zügen umgebaut. Im Zuge der Einführung des fahrerlosen Betriebs wurden im August und September 2008 die Bahnsteige erhöht und später Bahnsteigtüren installiert. Zwischen Mai 2011 und Dezember 2012 erfolgte die Umstellung auf den Betrieb mit vollautomatischen Zügen.
Der U-Bahnhof besteht aus zwei parallel nebeneinanderliegenden Stationen. Sie weisen unter elliptischen Deckengewölben jeweils einen Mittelbahnsteig zwischen zwei Gleisen auf. Die Wand zwischen den beiden Stationen ist mehrfach durchbrochen. Die südliche Station dient dem ankommenden Verkehr, die weiß geflieste nördliche den in Richtung La Défense abfahrenden Zügen. An sämtlichen Bahnsteigenden existieren Zu- bzw. Ausgänge. Eine der östlichen Treppen führt unter eine überdachte Haltestellenanlage für Omnibusse.
Östlich des U-Bahnhofs liegt eine mehrgleisige Wende- und Abstellanlage. Zwei Gleise führen weiter zum ebenfalls 1934 eröffneten Betriebshof Ateliers de Fontenay.

## Fahrzeuge
Seit den frühen 1930er Jahren verkehrten auf der Linie 1 grau lackierte Fünf-Wagen-Züge (mit rotem 1.-Klasse-Wagen) der Bauart Sprague-Thomson, die sich dort bis in die 1960er Jahre hielten. Ab Mai 1963 wurden die auf Schienen verkehrenden Sprague-Thomson-Züge sukzessive durch gummibereifte Fahrzeuge der Baureihe MP 59 abgelöst, bis Dezember 1964 herrschte Mischverkehr der zwei Betriebsarten. 1997 folgte die Baureihe MP 89 CC, die mit der Aufnahme des automatischen Betriebs der Baureihe MP 05 wich.

## Sonstiges

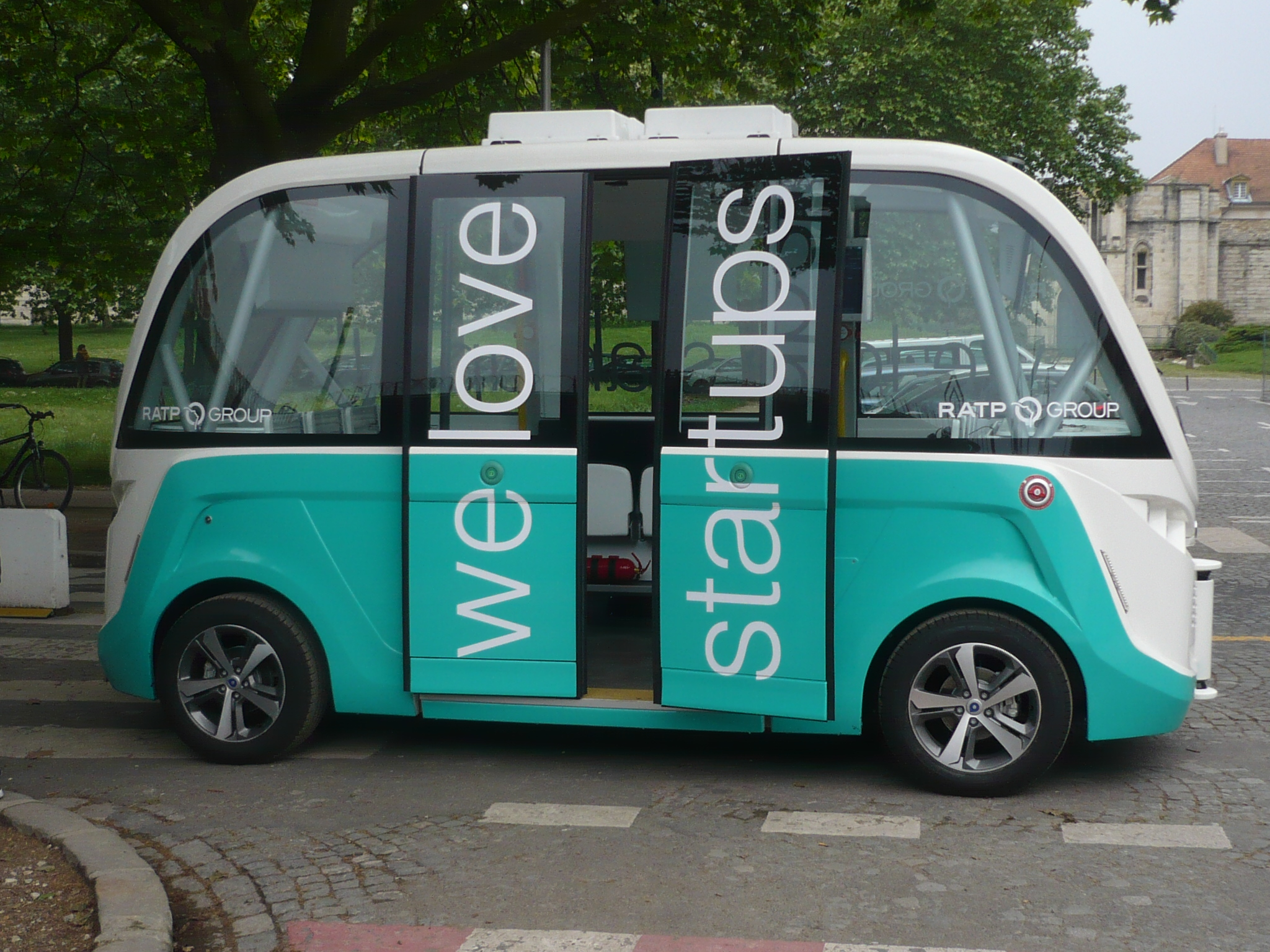
Autonomer Kleinbus in Vincennes

Seit November 2017 verkehren am U-Bahnhof Château de Vincennes autonome Kleinbusse der RATP. Im August 2019 wurde mitgeteilt, dass die bislang 500 m lange Teststrecke in zwei Etappen bis auf 2,5 km ausgeweitet werden soll.